# Himmlische Kicker
Die Himmlischen Kicker waren eine kirchliche Fußballmannschaft der Nordelbischen Kirche, die 1986 gegründet wurde und über 27 Jahre bundesweit mit Benefizspielen die Arbeit von Brot für die Welt unterstützte.

## Geschichte
Die Anfänge der Spielerformation lagen in einer Fachschaftsmannschaft der Kieler theologischen Fakultät, als Theologiestudierende sich für ein Universitätsturnier zusammen fanden. 1986 wurde an die Erfolge angeknüpft, als Wolf-Matthias Gallien ehemalige Kommilitonen für ein Erinnerungsspiel wieder zusammenführte. Die ersten fünf Jahre formierten die Kicker unter der Bezeichnung SpVgg Angelipa (Spielvereinigung Angeliter Pastoren), ehe sie sich in die dann übliche Bezeichnung Himmlische Kicker umbenannten. Auch wurde in den ersten Jahren die Mannschaft für sämtliche kirchlichen Mitarbeitenden der Nordelbischen Kirche geöffnet und auch Frauen spielten in der Stammmannschaft. Die Spielvereinigung bestand über 27 Jahre und absolvierte in dieser Zeit mehr als 250 Spiele im gesamten Bundesgebiet.

### Erstes Spiel
Das erste Spiel fand am 17. Juni 1986 gegen eine DRK-Auswahl in Boren statt. Dabei bestritten die Himmlischen Kicker diese noch als SpVgg Angelipa. Sie gewannen das Spiel 4:3 und erzielten einen Erlös von 1133 D-Mark für ein Hilfsprojekt in Burkina Faso.

### Letztes Spiel
Das letzte Spiel fand am 4. Mai 2013 beim 34. Kirchentag in Hamburg im Rahmen des Kirchentagsturniers German Popen Open auf dem Sportplatz Memellandallee in Hamburg-Altona statt.

## Trikots
Traditionell spielte die Mannschaft in orangen Trikots mit dem schwarzen Aufdruck Brot für die Welt. Dabei zahlte die Hilfsorganisation keine Sponsorengelder, sondern erhielt jeweils die erbetene Gage. Dazu trugen die Feldspieler entweder weiße Hosen und orangefarbene Strümpfe oder bei Trikots mit schwarzen Ärmeln auch schwarze Hosen und schwarze Strümpfe.

## Erfolge
Während der 27 Jahre des Bestehens der Mannschaft wurde insgesamt eine Summe von über 122.000 Euro für die wohltätigen Zwecke von Brot für die Welt erspielt. Das Team warb damit, dass die Gewinner schon vor jedem Anstoß feststanden, egal wie das Spiel ausging. Die christlichen Fußballer wollten mit ihren Spenden besonders etwas gegen Kinderarbeit bewirken und setzten sich für die Bekämpfung von Aids ein.

## Mannschaft
Nachdem anfänglich nur ehemalige Theologiestudierende das Team gebildet hatten, spielten bald Vertreter der unterschiedlichen kirchlichen Berufsgruppen mit. Zeitweilig konnte das Team auf ein gemischtgeschlechtliches Spielerreservoir von rund 40 Kickern zurückgreifen. Im Jahr wurden meist zwischen 10 und 15 Benefizspiele ausgetragen.

## Persönlichkeiten und Turniere
Immer wieder lud die Mannschaft Persönlichkeiten für den symbolischen Anstoß eines Benefizspiels ein, darunter waren
- Bischöfin Maria Jepsen, eröffnete am 13. Juni 2010 in Hamburg das Fußball-Derby gegen die Auswahlmannschaft afrikanischer Pastoren zum Auftakt der Fußball-Weltmeisterschaft 2010[11]
- Alexander Knappe, eröffnete das letzte Benefizspiel am 17. Juni 2012 in Eutin gegen die Eutiner Löwen

### Einzelne Spieler
- Wolf-Matthias Gallien, Gründer und 26 Jahre Spielführer der Himmlischen Kicker (102 Spiele mit Kapitänsbinde). War viele Jahre Pastor in Scharbeutz-Klingenberg und zuletzt Religionslehrer an der Beruflichen Schule des Kreises Ostholstein.
- Thomas Jacobsen, Nachfolger von Wolf-Matthias Gallien und Verwaltungsleiter des Kirchenkreises Hamburg-West/Südholstein, war jahrzehntelang spielender Hiki-Manager, der die umfangreiche Organisation der Benefizspiele gewährleistet hat. Ihm zur Seite stand Thomas Röhlk, Pastor aus Flensburg.
- Enno Haaks, langjähriger Stürmer. War zunächst Pastor in Pinneberg und Santiago de Chile und dann Generalsekretär des Gustav-Adolf-Werk.
- Jörg Salewski, Spielführer im letzten Turnier auf dem Hamburger Kirchentag und Verwaltungsleiter des Kirchenkreisverband Hamburg.

### Turniere
In der Regel ließ sich die Mannschaft für einen Mindestspendenbetrag von 250 Euro kaufen, um bei regionalen Kirchentagen oder Gemeindefesten gegen andere Hobbymannschaften (z. B. Eutiner Löwen, Pälzer Parre, Auswahlteam Afrikanischer Pastoren) anzutreten.
Sie spielten aber auch gegen Prominententeams wie den FC Landtag, ein Team um den Schauspieler Peter Lohmeyer (Das Wunder von Bern), eine NDR-Auswahl oder auch gegen die HSV-Altliga und den FC St. Pauli.